# Bruno Paz
Bruno Lourenço Pinto de Almeida Paz (Barreiro, Portugal, 23 de abril de 1998) es un futbolista angoleño que juega de centrocampista en el F. C. Zimbru Chișinău de la Superliga de Moldavia.

## Trayectoria
El 6 de agosto de 2016, debutó como profesional con el Sporting de Lisboa "B" en un partido de la LigaPro 2016-17 contra el Portimonense S. C.
Debutó con el Sporting de Lisboa en diciembre de 2018, cuando fue suplente en el minuto 73 en la victoria por 3-0 en la Liga Europa de la UEFA contra el F. C. Vorskla Poltava.

## Selección nacional
En marzo de 2023 decidió jugar con la selección de Angola, país de sus padres.

## Estadísticas

### Clubes
Actualizado al último partido disputado el 14 de mayo de 2022.
| Club                            | Div.          | Temporada     | Liga  | Liga  | Copas nacionales | Copas nacionales | Copas internacionales | Copas internacionales | Total | Total |
| Club                            | Div.          | Temporada     | Part. | Goles | Part.            | Goles            | Part.                 | Goles                 | Part. | Goles |
| ------------------------------- | ------------- | ------------- | ----- | ----- | ---------------- | ---------------- | --------------------- | --------------------- | ----- | ----- |
| Sporting de Lisboa "B" Portugal | 2.ª           | 2016-17       | 4     | 0     | —                | —                | —                     | —                     | 4     | 0     |
| Sporting de Lisboa "B" Portugal | 2.ª           | 2017-18       | 27    | 0     | —                | —                | —                     | —                     | 27    | 0     |
| Sporting de Lisboa Portugal     | 1.ª           | 2018-19       | 0     | 0     | 0                | 0                | 1                     | 0                     | 1     | 0     |
| Sporting de Lisboa Portugal     | Total club    | Total club    | 0     | 0     | 0                | 0                | 1                     | 0                     | 1     | 0     |
| Sporting de Lisboa "B" Portugal | 3.ª           | 2020-21       | 26    | 5     | —                | —                | —                     | —                     | 26    | 5     |
| Sporting de Lisboa "B" Portugal | Total club    | Total club    | 57    | 5     | 0                | 0                | 0                     | 0                     | 57    | 5     |
| S. C. Farense Portugal          | 2.ª           | 2021-22       | 24    | 2     | 3                | 1                | —                     | —                     | 27    | 3     |
| S. C. Farense Portugal          | Total club    | Total club    | 24    | 2     | 3                | 1                | 0                     | 0                     | 27    | 3     |
| Total carrera                   | Total carrera | Total carrera | 81    | 7     | 3                | 1                | 1                     | 0                     | 85    | 8     |